# 下属音
下属音（かぞくおん、英: subdominant）は、全音階の主音から5度下(4度上)の音、つまり第ⅳ度音を指す。ハ長調ではファ、イ短調ではレの音である。下属音を根音とする和音を「下属和音」と呼ぶ。